# MTV Europe Music Awards 2003
Церемонія нагородження MTV Europe Music Awards 2003 відбулася в Ocean Terminal, Единбург, Шотландія.
Того вечора Джастін Тімберлейк, зокрема, отримав три нагороди у номінаціях «Найкращий співак», «Найкращий поп-виконавець» та «Найкращий альбом».
Серед учасників шоу були André 3000, Джастін Тімберлейк, The Black Eyed Peas та Ludacris.

## Номінації
Переможців виділено Жирним.

### Найкраща пісня
- Крістіна Агілера — «Beautiful[en]»
- Бейонсе (за участі Jay-Z) — «Crazy in Love»
- Evanescence (за участі Пола Маккоя) — «Bring Me to Life»
- Шон Пол — «Get Busy[en]»
- Джастін Тімберлейк — «Cry Me a River»

### Найкраще відео
- Міссі Еліот — «Work It[en]»
- Queens of the Stone Age — «Go with the Flow[en]»
- Sigur Rós — «Untitled 1[en]»
- U.N.K.L.E. — «Eye for an Eye»
- The White Stripes — «Seven Nation Army»

### Найкращий альбом
- 50 Cent — Get Rich or Die Tryin'
- Крістіна Агілера — Stripped
- Джастін Тімберлейк — Justified[en]
- The White Stripes — Elephant
- Роббі Вільямс — Escapology[en]

### Найкраща співачка
- Крістіна Агілера
- Бейонсе
- Мадонна
- Кайлі Міноуг
- Pink

### Найкращий співак
- Крейг Девід
- Eminem
- Шон Пол
- Джастін Тімберлейк
- Роббі Вільямс

### Найкращий гурт
- Coldplay
- Evanescence
- Metallica
- Radiohead
- The White Stripes

### Найкращий новий виконавець
- 50 Cent
- Evanescence
- Good Charlotte
- Шон Пол
- Джастін Тімберлейк

### Найкращий поп-виконавець
- Крістіна Агілера
- Кайлі Міноуг
- Pink
- Джастін Тімберлейк
- Роббі Вільямс

### Найкращий танцювальний проєкт
- The Chemical Brothers
- Junior Senior[en]
- Panjabi MC[en]
- Moby
- Пол Окенфолд

### Найкращий рок-виконавець
- Good Charlotte
- Linkin Park
- Metallica
- Red Hot Chili Peppers
- The White Stripes

### Найкращий R&B-виконавець
- Ашанті
- Бейонсе
- Мері Джей Блайдж
- Крейг Девід
- Дженніфер Лопес

### Найкращий хіп-хоп виконавець
- 50 Cent
- Міссі Еліот
- Eminem
- Jay-Z
- Неллі

### Вебнагорода[en]
- Goldfrapp (www.goldfrapp.co.uk)
- Junior Senior[en] (www.juniorsenior.com [Архівовано 10 лютого 2008 у Wayback Machine.])
- Мадонна (http://www.madonna.com [Архівовано 24 жовтня 2008 у Wayback Machine.])
- Marilyn Manson (www.marilynmanson.com [Архівовано 25 лютого 2011 у Wayback Machine.])
- Queens of the Stone Age (www.qotsa.com [Архівовано 5 лютого 2012 у Wayback Machine.])

### Free Your Mind[en]
- Аун Сан Су Чжі

## Регіональні номінації
Переможців виділено Жирним.

### Найкращий голландський виконавець[en]
- Beef[en]
- BLØF[en]
- Junkie XL
- Kane[en]
- Tiësto

### Найкращий французький виконавець[en]
- Berenice
- Дженіфер[en]
- Kyo
- One-T[en]
- Боб Сінклер

### Найкращий німецький виконавець[en]
- Die Ärzte[en]
- Guano Apes
- Ксав'єр Найду[en]
- Seeed[en]
- Wir sind Helden

### Найкращий італійський виконавець[en]
- Кармен Консолі
- Gemelli Diversi[en]
- Negrita
- Tiromancino[en]
- Le Vibrazioni[en]

### Найкращий скандинавський виконавець[en]
- The Cardigans
- Junior Senior[en]
- Kashmir
- Outlandish[en]
- The Rasmus

### Найкращий польський виконавець[en]
- Blue Café[en]
- Cool Kids of Death[en]
- Myslovitz
- Peja[en]
- Смолік[en]

### Найкращий португальський виконавець[en]
- Blasted Mechanism[en]
- Blind Zero[en]
- Девід Фонсека[en]
- Fonzie[en]
- Primitive Reason[en]

### Найкращий румунський виконавець[en]
- AB4
- Andra vs. Tiger One
- O-Zone
- Paraziţii
- Voltaj[en]

### Найкращий російський виконавець
- Дискотека Авария
- Ленінград
- Глюк'OZA
- Сплин
- t.A.T.u.

### Найкращий іспанський виконавець[en]
- El Canto del Loco[en]
- Jarabe de Palo[en]
- Las Niñas
- La Oreja de Van Gogh[en]
- Алехандро Санс

### Найкращий виконавець MTV2 UK
- The Coral[en]
- The Darkness[en]
- Funeral for a Friend
- The Libertines
- The Thrills[en]

## Виступи

### Розігрів
- Jane's Addiction — «True Nature»

### Головне шоу
- Крістіна Агілера — «Dirrty[en]»
- Бейонсе (за участі Шона Пола) — «Baby Boy»
- Кайлі Міноуг — «Kylie[en]»
- Міссі Еліот — «Work It[en] / Pass That Dutch[en]»
- The Black Eyed Peas (за участі Джастіна Тімберлейка) — «Where Is the Love?[en]»
- Travis — «The Beautiful Occupation[en]»
- The Chemical Brothers та The Flaming Lips[en] — «Hey Boy Hey Girl[en] (інтро) / The Golden Path»
- Dido — «White Flag[en]»
- Kraftwerk — «Aerodynamik»
- The Darkness[en] — «I Believe in a Thing Called Love[en]»
- The White Stripes — «Seven Nation Army»
- Pink — «Trouble[en]»

## Технічні труднощі
Під час виступу на сцені Бейонсе та Шона Пола із піснею «Baby Boy» (під час репу Пола) зворотній трекінг вокалу («Baby boy you are so damn fine») почав безладно повторюватися, а також зникла інструментальна частина пісні. Через технічні труднощі Пол лише трохи заспівав, а Бейонсе запитала натовп, як їм сьогоднішній вечір, що зал зустрів оплесками та вітаннями. Трансляція зворотного трекінгу вокалу була відрізана від прямого ефіру на телебаченні, але все ще відтворювався на майданчику. Обидва артисти і танцюристи покинули сцену, що потім зумовило плутанину серед присутніх, коли Крістіна Агілера вийшла на сцену, щоб продовжити вести подію, трек перестав грати. Після того, як Pink вручила нагороду за найкращий альбом, дует запитали, чи хотіли б вони повторно вийти на сцену, на що обидва погодилися і виконали пісню. Помилку зворотнього трекінгу вокалу було усунуто. Це також призвело до збільшення часу трансляції, чого ніколи ще не було.

## Учасники шоу
- Pink — оголошення переможця у номінації Найкращий альбом
- Джастін Тімберлейк — оголошення виступу Кайлі Міноуг
- Шерлі Менсон та Шарлін Спітері[en] — оголошення переможця у номінації Найкращий танцювальний проєкт
- Майкл Стайп — оголошення виступу Dido
- André 3000[en] — оголошення переможця у номінації Найкращий R&B-виконавець
- Дейв Наварро[en] та Перрі Фаррелл[en] — оголошення переможця у номінації Найкращий рок-виконавець
- Келлі Осборн — оголошення переможця у номінації Найкращий поп-виконавець
- Біллі Бойд та Джерард Батлер — оголошення переможця у номінації Найкращий хіп-хоп виконавець
- Кайлі Міноуг — оголошення виступу Kraftwerk
- Крістіна Агілера — оголошення переможця у номінації Free Your Mind[en]
- Шон Пол — оголошення переможця у номінації Найкраща співачка
- Фаррелл Вільямс та Чад Гюго — оголошення переможця у номінації Найкращий співак
- Мінні Драйвер — оголошення переможця у номінації Найкраще відео
- Кріс Понтій[en] та Престон Ласі[en] — оголошення переможця у номінації Найкращий гурт
- Шінгі[en] та Ludacris — оголошення переможця у номінації Найкращий новий виконавець
- Він Дізель — оголошення переможця у номінації Найкраща пісня